# Boudewijn III van Jeruzalem
Boudewijn III van Jeruzalem (1130 - Beiroet, 10 februari 1162) was koning van Jeruzalem.
Hij was de oudste zoon van Melisende en Fulco van Jeruzalem, en kleinzoon van Boudewijn II van Jeruzalem.

## Opvolging
Boudewijn behoorde tot de tweede generatie kruisvaarders: in het Heilige Land geboren kinderen van de eerste kruisvaarders.
Toen koning Fulco, de opvolger van zijn vader Boudewijn II, in 1143 overleed, werd hij op 13-jarige leeftijd regent, samen met zijn moeder Melisende.
Met een vrouw en een tiener aan de macht kwamen er spanningen in het koninkrijk, omdat het leiderschap ontbrak dat Boudewijn II van Jeruzalem en Fulco voorheen wel bezaten. Melisende stelde Manasses van Hiergess, de Constable van Jeruzalem, aan als adviseur en samen hielden ze Boudewijn III buiten de regering. De noordelijk gelegen kruisvaardersstaten besloten een eigen koers te varen, en in de moslimwereld waren de steden Mosoel en Aleppo verenigd onder Zengi die de ambitie had om Damascus aan zijn rijk toe te voegen. Toen bleek dat de grenzen van het graafschap Edessa slecht verdedigd werden, nam hij binnen het jaar 1144 heel Edessa in. Dit leidde tot de oproep voor een tweede kruistocht.

## Tweede kruistocht
Deze kruisvaart nam wat tijd in beslag om Jeruzalem te bereiken, en in de tussentijd werd Zengi vermoord in 1146. Hij werd opgevolgd door zijn zoon Nur ad-Din die net zo ambitieus was om Damascus in te nemen. Om dit te voorkomen, hadden Jeruzalem en Damascus een pact gesloten om elkaar te beschermen. Maar in 1147 sloten Nur ad-Din en Muin ad-Din, gouverneur van Damascus weer een alliantie tegen Jeruzalem. Al had het koninkrijk Jeruzalem ook al het verdrag verbroken door een verbond te sluiten met een van de vazalschappen onder Damascus. Boudewijn III van Jeruzalem marcheerde furieus vanuit Jeruzalem en werd verslagen bij de Slag van Bosra, al werd het voormalig verdrag met Damascus later alsnog hersteld.
In 1148 arriveerden de kruisvaarders uiteindelijk in Jeruzalem, geleid door Lodewijk VII van Frankrijk, zijn vrouw Eleonora van Aquitanië en Koenraad III van Hohenstaufen. Boudewijn hield een bijeenkomst in Akko. In een aanvalsstemming en na slechte planning besloten de kruisvaarders Damascus aan te vallen, ondanks het vredesverdrag. Het idee zou van Koenraad komen, en Boudewijn III - die waarschijnlijk onder de indruk was van de kruisvaarders uit Europa - zwichtte en stemde toe. Maar de voorgenomen belegering op Damascus werd een fiasco en eindigde al naar vier dagen. Uiteindelijk viel Damascus in 1154, in de handen van Nur ad-Din, en dit was een diplomatieke ramp voor de christenen; iets wat geen koning van Jeruzalem meer kon restaureren.
Rond 1149 was het merendeel van de kruisvaarders weer teruggekeerd naar Europa, een verzwakt Jeruzalem achterlatend. Nur ad-Din maakte gebruik van deze situatie en viel Antiochië binnen vanuit het noorden. Prins Raymond werd vermoord tijdens de Slag bij Inab. Boudewijn III marcheerde vervolgens naar het Vorstendom toe om het regentschap over te nemen. Raymonds vrouw, Constance, was Boudewijns nicht via zijn moeder en erfgenaam door de lijn van haar vader. Boudewijn probeerde Constance uit te huwelijken aan een bondgenoot, maar dit mislukte. Vervolgens kon Boudewijn Turbessal (het laatste bolwerk van Edessa) niet verdedigen, en liet de rest na aan het Byzantijnse rijk, hij wist nog wel met succes de christenen te helpen ontsnappen, terwijl Nur ad-Din aanviel tijdens de Slag bij Aintab.
In 1152 moesten Boudewijn en zijn moeder ingrijpen in een dispuut in het huwelijk van Hodierna van Tripoli en haar man Raymond II van Tripoli; toen de problemen verholpen waren,kwam Hodierna een tijdje met haar zus koningin Melisend mee maar kort na haar vertrek werd Raymond II vermoord net buiten de stadspoorten door Assassijnen. Hodierna nam het regentschap op zich van het Graafschap Tripoli, Nu Edessa verloren was en Antiochië en Tripoli zonder leiders zaten, had alleen Jeruzalem nog een koning; alleen lag er nog een dispuut op de loer.

## Burgeroorlog
In de volgende jaren ontstond er tussen Boudewijn en zijn moeder een grote vertrouwensbreuk. En er volgde een kleine burgeroorlog, waaruit Boudewijn als fysieke winnaar tevoorschijn kwam, maar zijn moeder de morele winnaar werd. Boudewijn kroonde zichzelf tot koning in 1153.

## Uitbreiding Koninkrijk
Na de 2e kruistocht was het duidelijk dat de noordelijke alliantie, bestaande uit de Seljuk Turken onder leiding van Nur ad-Din, te sterk was voor het koninkrijk. Boudewijn zocht daarop zijn heil in het zuiden, bij de Egyptenaren. Hij wist Gaza te heroveren en later ook Ascalon dat hij aan zijn broer Amalrik gaf. Maar in 1158 nam Nur-ad-Din het in Antiochië gelegen gebied Harim in waardoor Boudewijn zich gedwongen voelde om weer de strijd aan te gaan, en met succes: Nur-ad-Din werd door Boudewijn verslagen.

## Dood
Nog geen half jaar na de dood van zijn moeder Melisende, zou ook Boudewijn overlijden. Hij was onderweg naar Beiroet en zou vergiftigd zijn door poeders, die hij kreeg van een kwakzalver uit Syrië. Op 10 februari 1162 overleed hij te Beiroet. Zijn lichaam werd vanuit Beiroet overgebracht naar Jeruzalem, alwaar een stoet burgers hem verdrietig begroette. Boudewijn stierf kinderloos maar liet een jonge vrouw Theodora, een kleindochter van Johannes II van Byzantium, als weduwe achter. Zijn broer Amalrik volgde hem op.

## Voorouders
| Voorouders van Boudewijn III van Jeruzalem | Voorouders van Boudewijn III van Jeruzalem                          | Voorouders van Boudewijn III van Jeruzalem                          | Voorouders van Boudewijn III van Jeruzalem                          | Voorouders van Boudewijn III van Jeruzalem                          | Voorouders van Boudewijn III van Jeruzalem                          | Voorouders van Boudewijn III van Jeruzalem                          | Voorouders van Boudewijn III van Jeruzalem                          | Voorouders van Boudewijn III van Jeruzalem                          |
| ------------------------------------------ | ------------------------------------------------------------------- | ------------------------------------------------------------------- | ------------------------------------------------------------------- | ------------------------------------------------------------------- | ------------------------------------------------------------------- | ------------------------------------------------------------------- | ------------------------------------------------------------------- | ------------------------------------------------------------------- |
| Overgrootouders                            | Godfried II van Gâtinais (-1044) ∞ Ermengarde van Anjou (1018-1076) | Godfried II van Gâtinais (-1044) ∞ Ermengarde van Anjou (1018-1076) | Simon I van Montfort (1025-1087) ∞ Agnes van Évreux (1030-)         | Simon I van Montfort (1025-1087) ∞ Agnes van Évreux (1030-)         | Hugo I van Rethel (1040-1118) ∞ Melissende van Crécy (1032-)        | Hugo I van Rethel (1040-1118) ∞ Melissende van Crécy (1032-)        | Gabriel van Melitene (1055-1103) ∞ ? (-)                            | Gabriel van Melitene (1055-1103) ∞ ? (-)                            |
| Grootouders                                | Fulco IV van Anjou (1043-1109) ∞ Bertrada van Montfort (1070–1117)  | Fulco IV van Anjou (1043-1109) ∞ Bertrada van Montfort (1070–1117)  | Fulco IV van Anjou (1043-1109) ∞ Bertrada van Montfort (1070–1117)  | Fulco IV van Anjou (1043-1109) ∞ Bertrada van Montfort (1070–1117)  | Boudewijn II van Jeruzalem (-1131) ∞ Morphia van Melitene (-1126)   | Boudewijn II van Jeruzalem (-1131) ∞ Morphia van Melitene (-1126)   | Boudewijn II van Jeruzalem (-1131) ∞ Morphia van Melitene (-1126)   | Boudewijn II van Jeruzalem (-1131) ∞ Morphia van Melitene (-1126)   |
| Ouders                                     | Fulco V van Anjou (1091-1143) ∞ Melisende van Jeruzalem (1096–1161) | Fulco V van Anjou (1091-1143) ∞ Melisende van Jeruzalem (1096–1161) | Fulco V van Anjou (1091-1143) ∞ Melisende van Jeruzalem (1096–1161) | Fulco V van Anjou (1091-1143) ∞ Melisende van Jeruzalem (1096–1161) | Fulco V van Anjou (1091-1143) ∞ Melisende van Jeruzalem (1096–1161) | Fulco V van Anjou (1091-1143) ∞ Melisende van Jeruzalem (1096–1161) | Fulco V van Anjou (1091-1143) ∞ Melisende van Jeruzalem (1096–1161) | Fulco V van Anjou (1091-1143) ∞ Melisende van Jeruzalem (1096–1161) |
| Boudewijn III van Jeruzalem (1130-1162)    |                                                                     |                                                                     |                                                                     |                                                                     |                                                                     |                                                                     |                                                                     |                                                                     |